# كلة غون (كوهمرة خامي)
کلة غون (بالفارسية: کله گون) هي قرية تقع في إيران في قسم كوهمرة خامي الريفي. يقدر عدد سكانها بـ 106 نسمة بحسب إحصاء 2016.